# Деніс Барт
Деніс Барт (фр. Denis Barthe, народився 7 квітня 1963 у місті Таланс, (фр. Talence) біля Бордо) — французький барабанщик, колишній учасник та один з засновників гурту Noir Désir з міста Бордо.

## Біографія
У 1980 році Барт приєднався до Канта та Тіссо-Ґе, які вже тоді намагалися проводити репетиції.
Він був неодмінною складовою гурту до припинення діяльності у 2003, в зв'язку з арештом Бертрана Канта. За час перерви, у себе вдома, він відбодував студію в який гурт зробив перші записи у 2007 році, пісня дострокового звільнення Канта.
У 2006—2008 роках, Барт був організатором музичного рок-фестивалю «Les Rendez-vous de Terres Neuves»
За роки ув'язнення Канта, Барт став основним «спікером» гурту, людиною яка сповіщає пресу та прихильників про стан речей у гурті. 20 листопада 2010 року він повідомив, що Noir Desir розпалися.

## Виноски
1. ↑  Bibliothèque nationale de France BNF: платформа відкритих даних — 2011.
2. ↑  DENIS BARTHE: ceci dit pour etre clair. Dailymotion.com. 25 грудня 2010. Архів оригіналу за 11 грудня 2010. Процитовано 15 травня 2010.